# Themisto pacifica
Themisto pacifica är en kräftdjursart som först beskrevs av Stebbing 1888.  Themisto pacifica ingår i släktet Themisto och familjen Hyperiidae. Inga underarter finns listade i Catalogue of Life.